# Dvojostice
Dvojostice (Incarvillea) je rod rostlin z čeledi trubačovité (Bignoniaceae). Jsou to vytrvalé byliny s jednoduchými nebo členěnými listy a nápadnými nálevkovitými květy. Vyskytují se v počtu asi 16 druhů v asijských horách od Střední Asie po ruský Dálný východ. Nejvíce druhů roste v Číně. Dvojostice jsou pěstovány jako okrasné rostliny a skalničky a mají též využití v medicíně.

## Popis
Dvojostice jsou jednoleté nebo vytrvalé, přímé nebo plazivé byliny. Listy jsou jednoduché nebo jednoduše až 3x zpeřeně členěné. Některé druhy mají stonek, jiné jen přízemní růžici listů. Květy jsou uspořádány ve vrcholovém hroznu. Kalich je zvonkovitý, zakončený 5 trojúhelníkovitými cípy. Koruna je nejčastěji červená nebo žlutá, nálevkovitá, dvoupyská, na okraji se zaokrouhlenými a rozprostřenými laloky. Tyčinky jsou 4 a nevyčnívají z květů. Semeník je přisedlý a obsahuje 2 komůrky s mnoha vajíčky. Blizna je zploštělá, dvoulaločná. Plodem je tobolka, pukající podélně 2 chlopněmi. Semena jsou drobná, s průsvitnými křídly nebo vlasovitými chlupy.

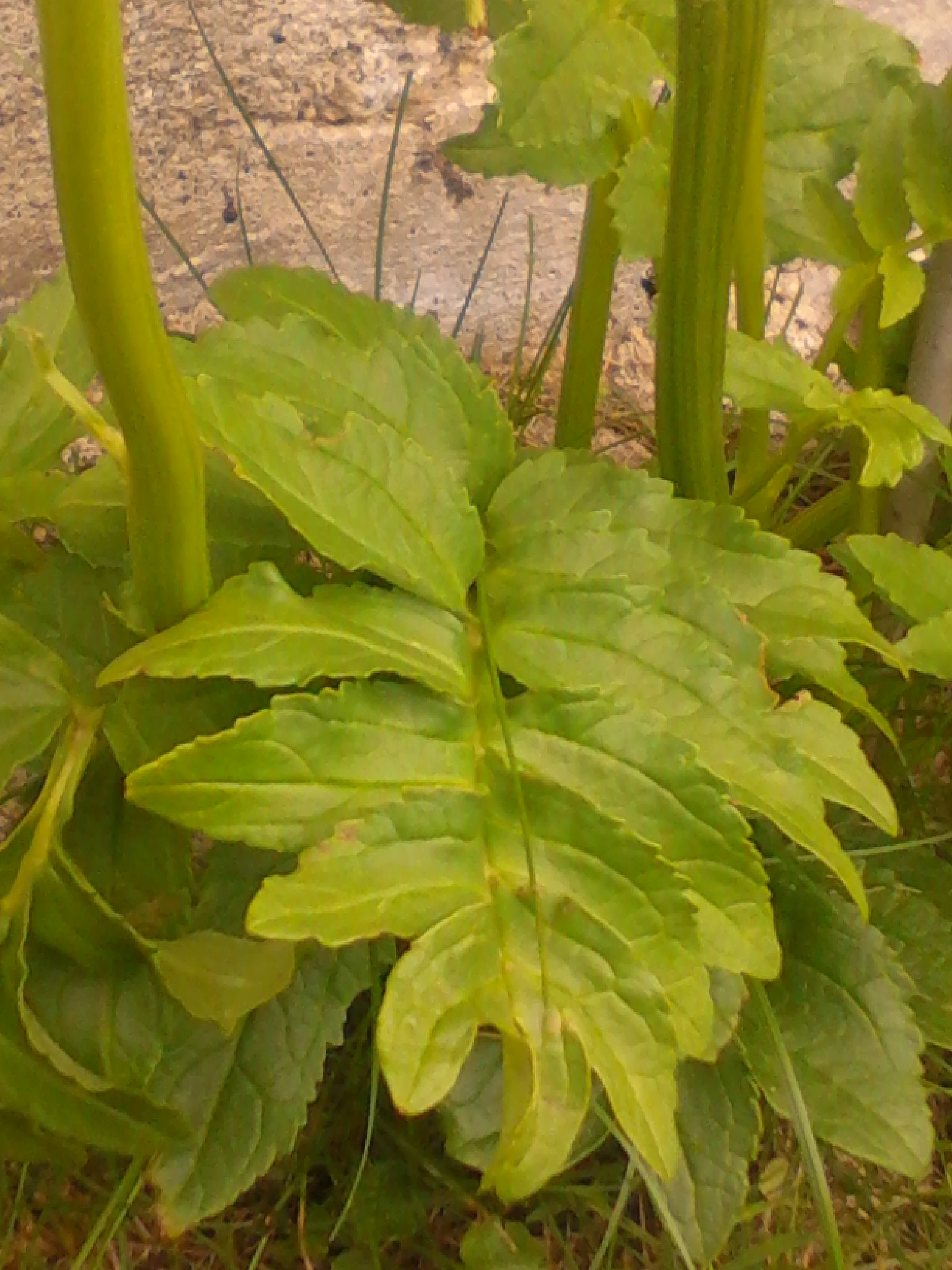
List Incarvillea delavayi
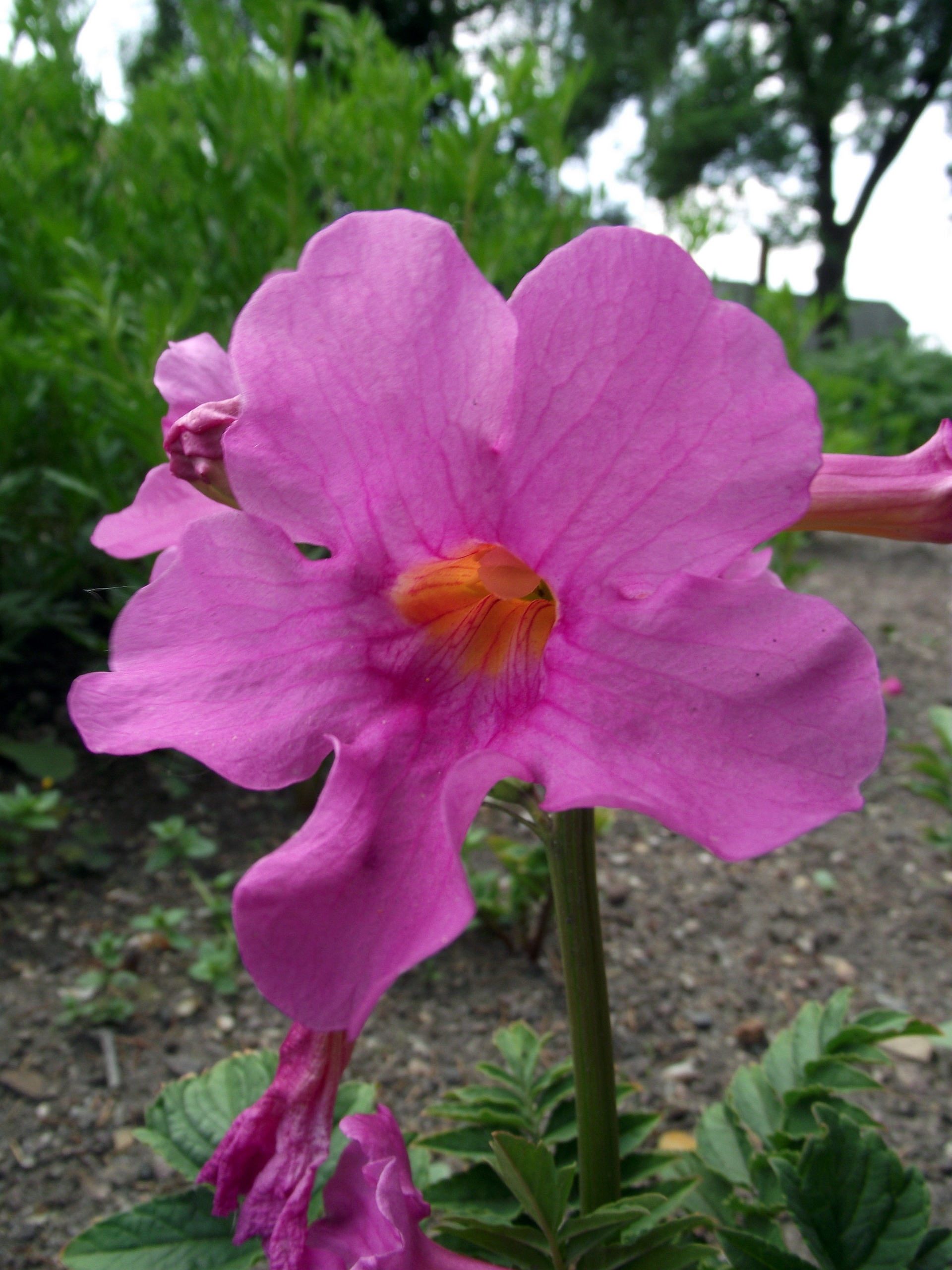
Detail květu Incarvillea delavayi
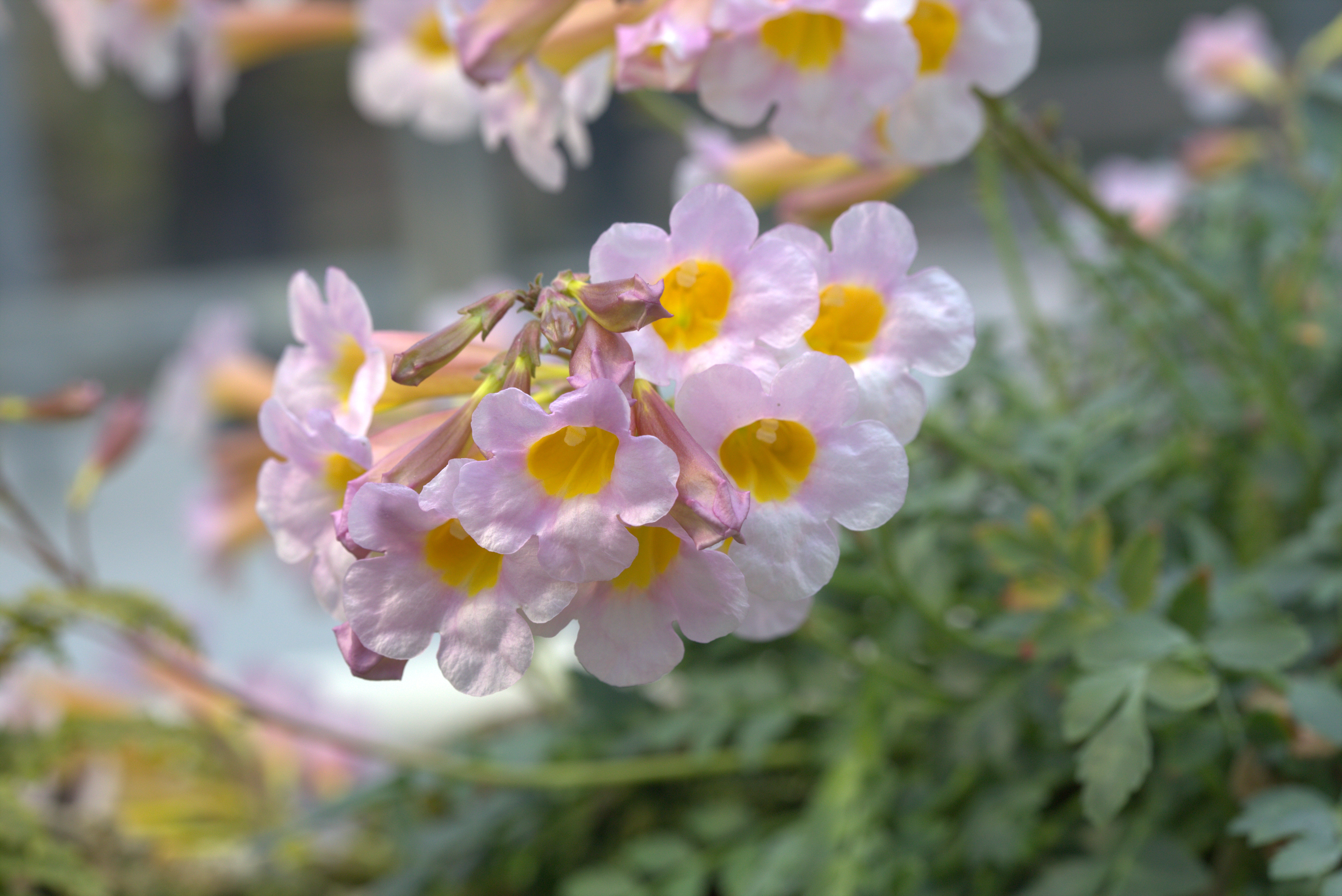
Květenství Incarvillea emodi

## Rozšíření
Rod dvojostice zahrnuje asi 16 druhů. Je rozšířen v Asii od Kazachstánu a Afghánistánu po Mongolsko, Čínu a ruský Dálný východ. Centrum rozšíření je v Číně, kde roste 12 druhů, z toho 9 endemických. Je to jeden z mála rodů jinak převážně tropické čeledi trubačovité, rozšířený v mírném pásu.
Dvojostice jsou horské rostliny. Nejčastěji rostou na horských svazích, v křovinách a na travnatých stanovištích, řidčeji i v horských lesích a na jejich okrajích.
Některé druhy vystupují do nadmořských výšek přesahujících 4000 metrů, Incarvillea younghusbandii dokonce až do 5500 metrů.

## Ochrana přírody
Mnohé druhy dvojostic jsou v přírodě ohrožené. Druhy I. forrestii a I. altissima dokonce nebyly v posledních 40 letech již nalezeny a mohou být v přírodě vyhynulé, neboť došlo k likvidaci jejich přirozených stanovišť. Druhy lesních lemů jsou ohroženy zejména těžbou dřeva, druhy alpínských luk nadměrnou pastvou dobytka. V rámci Číny je zahrnuto do rezervací pouze několik druhů v Jün-nanu, v ostatních provinciích jsou bez ochrany. V Červeném seznamu ohrožených druhů IUCN není žádný druh dvojostice uveden.

## Zástupci
- dvojostice čínská (Incarvillea sinensis)
- dvojostice Delavayova (Incarvillea delavayi)
- dvojostice Olgy (Incarvillea olgae)
- dvojostice proměnlivá (Incarvillea variabilis)
- dvojostice stěsnaná (Incarvillea compacta)
- dvojostice velkokvětá (Incarvillea grandiflora)
- dvojostice žlutá (Incarvillea lutea)[5]

## Význam
Dvojostice mají medicínské využití a jsou pěstovány jako okrasné rostliny a skalničky.
Některé druhy jsou pěstovány v českých botanických zahradách, zejména různé kultivary dvojostice Delavayovy (Incarvillea delavayi), dvojostice velkokvětá (I. grandiflora) a dvojostice čínská (I sinensis).

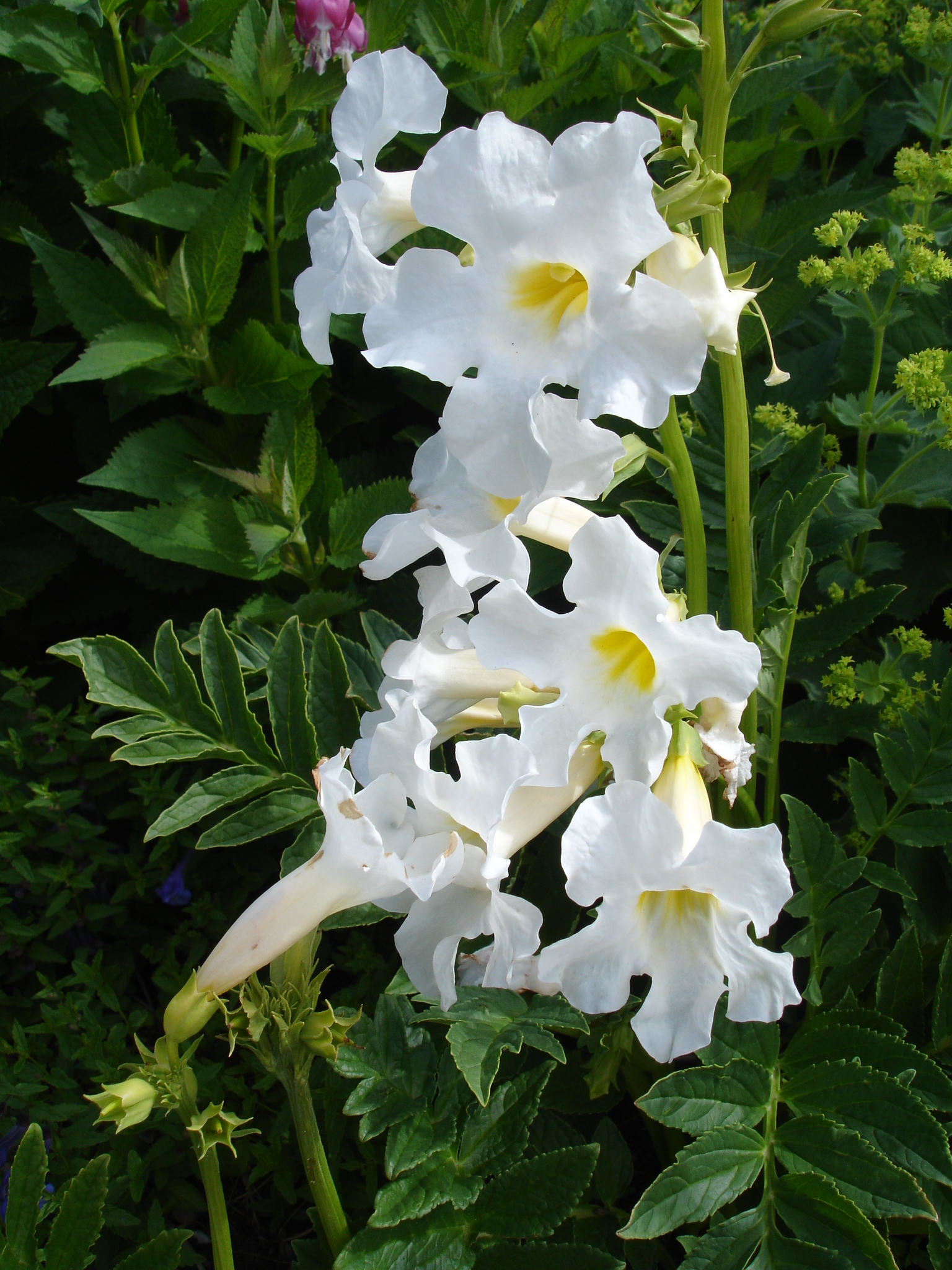
Incarvillea delavayi 'Snowtop'
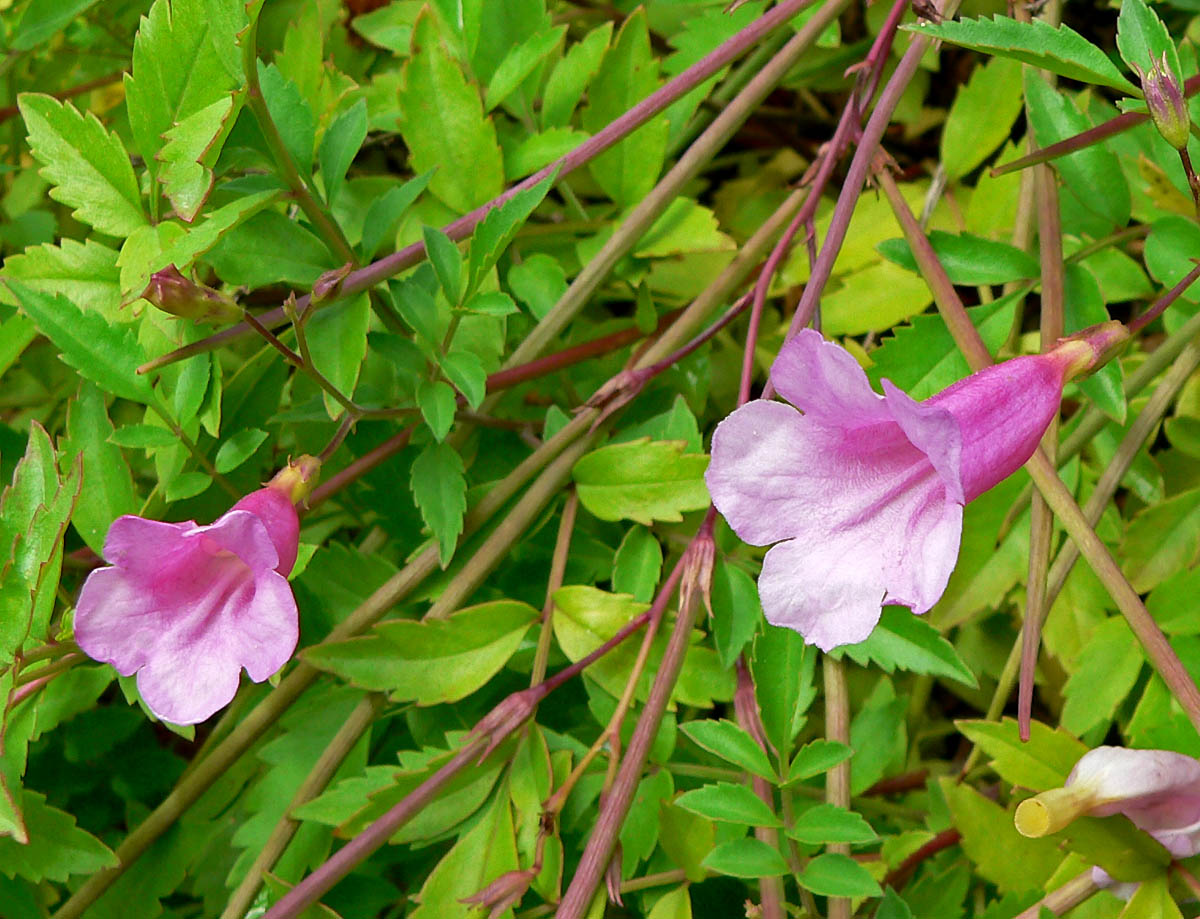
Incarvillea arguta

## Pěstování a množení
Dvojosticím vyhovuje polostinné stanoviště a propustná půda. Některé preferují chudé půdy, jiné živinami bohatší. Řada druhů se pěstuje ve skalničkovém skleníku.
Dvojostice se množí nejlépe výsevem. Semena se vysévají v únoru až březnu a nezasypávají se, pouze se přitlačí na povrch půdy. Teploty ke klíčení se mají pohybovat mezi 20 až 25 °C, malé semenáčky lze již pěstovat při nižších teplotách.